# Nyssia graecalapponaria
Nyssia graecalapponaria är en fjärilsart som beskrevs av Bretschneider 1953. Nyssia graecalapponaria ingår i släktet Nyssia och familjen mätare. Inga underarter finns listade i Catalogue of Life.